# Determinatio Basiliensis
Determinatio Basiliensis – traktat napisany w XV wieku przez Wawrzyńca z Raciborza, odnoszący się do poglądów koncyliarystycznych.
Praca ta rozwijała 9 tez, które zostały postawione na początku i odnosiły się do charakteru i działalności soboru bazylejskiego. Inspiracją dla Wawrzyńca były poglądy słynnych koncyliarystów: Marka Bonfila, Wilhelma z Balma, Stanisława z Sobniowa i Dersława z Borzymowa. W traktacie również zaznaczył, że soborowi w Bazylei oraz papieżowi Feliksowi V należy się posłuszeństwo. W sprawie możliwości pozbawienia papieża urzędu powołał się na Dekret Gracjana nisi a fide devius, który za heretyka uważa tego kto odszedł od wiary, ale również tego kto sprzeniewierzył się wierności. Według Wawrzyńca pełnię władzy posiada Kościół, natomiast papież posiadają ją sprawując władzę i administrując państwem kościelnym. W związku z tym w czasie obrad soboru władza ta przechodzi w ręce zgromadzenia, co stawia sobór nad papieżem. Uzasadnieniem takiego stwierdzenia było to, że papież może zgrzeszyć, natomiast Kościół jest święty i nieskalany żadnym grzechem. Ponadto to sobór powszechny wysłał św. Piotra (pierwszy papież) oraz św. Jana do Samarii, aby udzielali tam Ducha Świętego. Patriarcha antiocheński Jan twierdził, że według kronik papieża Kleta, sobór powszechny odrzucił wybranego przez Piotra na swego następcę św. Klemensa i wybrał na papieża Kleta. Wawrzyniec powoływał się także na dowód rozumowy, według którego całość jest zawsze większa od jakiejkolwiek swojej części, dlatego też papież będąc częścią Kościoła, nie może stawiać się ponad nim. W traktacie też stwierdza, że głównymi zadaniami soboru bazylejskiego powinno być zlikwidowanie trzech plag szerzących się w Kościele. Pierwsza z nich husytyzm, druga to szerzący się upadek moralny wśród duchowieństwa, a trzeci to wojny między państwami. Komisja akademicka nie uznała dzieła Wawrzyńca jako reprezentujące poglądy Akademii Krakowskiej.